# Самсунський трамвай
Самсунський трамвай — трамвайна мережа, що складається з однієї лінії у місті Самсун, Туреччина. Відкрита 10 жовтня 2010, прокладено між залізничною станцією та Університетом Ондокуз-Маїс.
Має 15,695 км завдовжки та 21 станцію. Щоденний пасажирообіг 90.000 осіб.
Рухомий склад — AnsaldoBreda Sirio

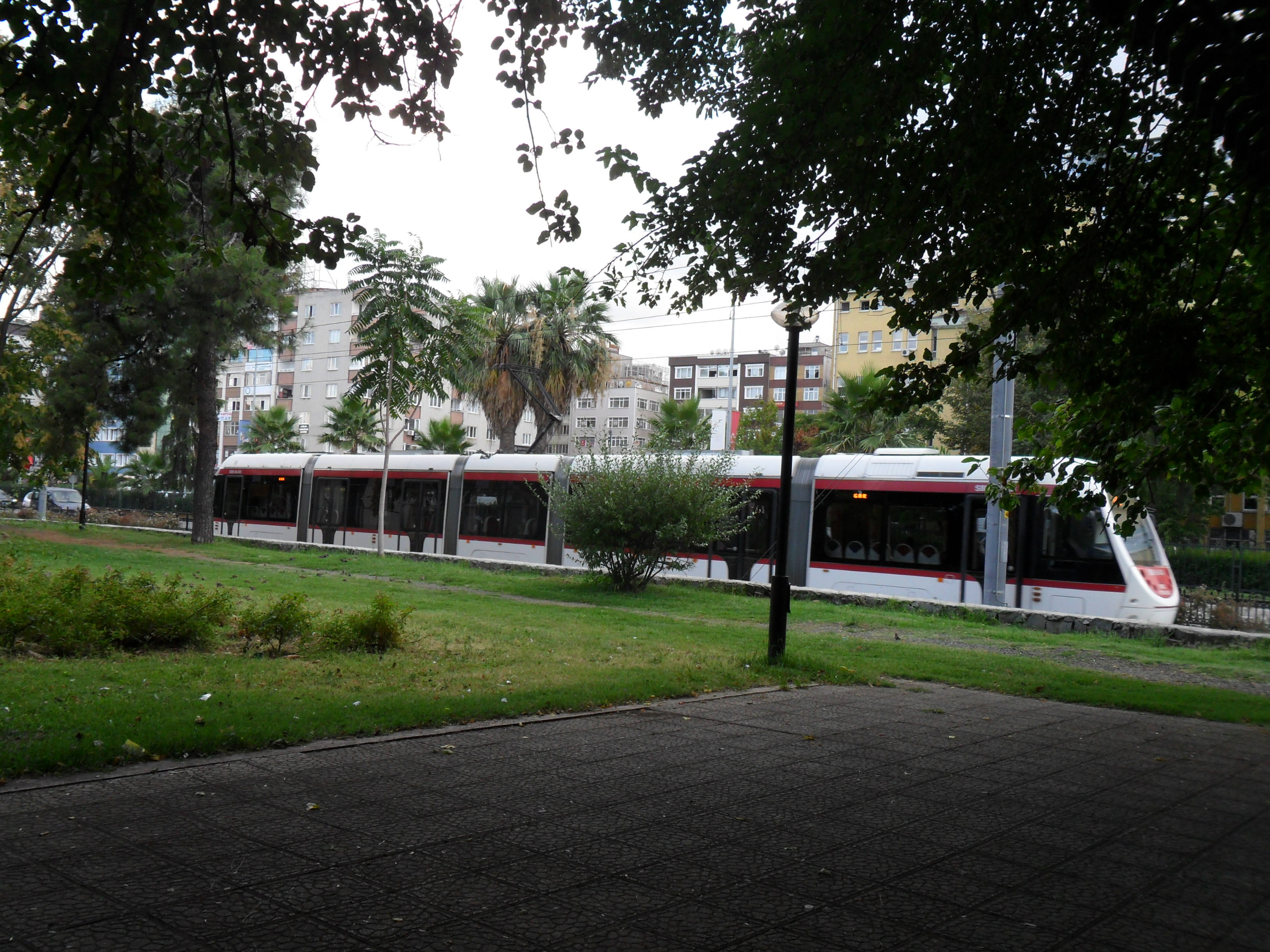
Samsun tram
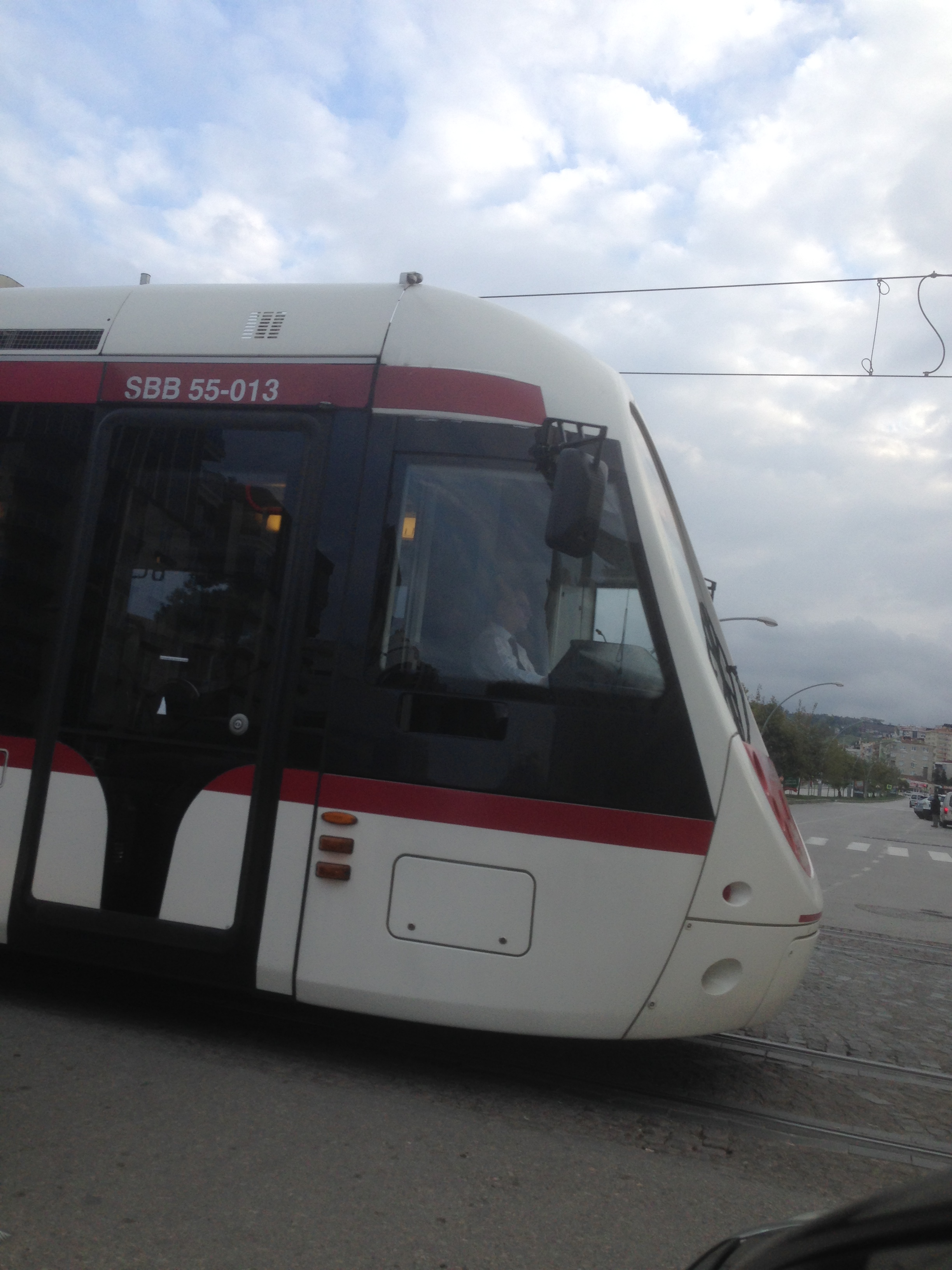
Samsun tram